# Малафеево (Вологодская область)
Малафеево — деревня в Кадуйском районе Вологодской области.
Входит в состав сельского поселения Семизерье (до 2015 года входила в Рукавицкое сельское поселение), с точки зрения административно-территориального деления — в Чупринский сельсовет.
Расстояние по автодороге до районного центра Кадуя — 20 км, до центра муниципального образования деревни Малая Рукавицкая — 18 км. Ближайшие населённые пункты — Вершина, Горка, Корнинская.
По переписи 2002 года население — 5 человек.